# Justice fiscale
La justice fiscale est un concept « juridique, politique, économique ou encore moral » qui fait référence aux concepts de justice et de fiscalité, et qui trouve son origine dans « un débat sur le principe général devant orienter le partage de l’impôt entre les contribuables ». Il se définit aussi comme ce qui permet d'aller vers « plus de justice sociale ». Pour François Bonneville, le concept est large et admet « différentes conceptions ».

## Définition
Le concept de « justice fiscale » a évolué et s'apparente à celui de justice sociale et d'injustice sociale.

## Critiques
Le concept fait l’objet de critiques : il est défini comme étant « subjectif.